# Igor Radosavljevic
Igor Radosavljevic (født 18. december 1972 i Charlottenlund) er en dansk skuespiller. Han fik sin første rolle i Livvagterne og senere Forbrydelsen II. Han kom med i sin første film i 2010, Christoffer Boes Alting bliver godt igen.

## Filmografi
- Alting bliver godt igen (2010) – Ali

### Tv-serier
- Livvagterne, afsnit 1 (2009) – Ibro
- Forbrydelsen II, afsnit 1-2, 4-5, 8-10 (2009) – Said Bilal